# Sæt barnet på plads (Lille Per Tot)
|  | Denne artikel er oprettet af botten Steenthbot ud fra en ekstern database. Den kan derfor have sproglige fejl eller mangler. Denne skabelon kan fjernes efter kontrol af indholdet. |

Sæt barnet på plads (Lille Per Tot) er en dansk oplysningsfilm fra 1971 instrueret af Werner Hedman og efter manuskript af Ulrik Duurloo og Werner Hedman.